# Rob Marshall (ingeniero)
Rob Marshall (Taunton; 14 de abril de 1968) es un ingeniero británico de Fórmula 1. Trabaja para el equipo McLaren desde enero de 2024.

## Carrera
Marshall estudió ingeniería mecánica en la Universidad de Cardiff. Después de sus estudios, comenzó a trabajar en el departamento de diseño de Rolls-Royce.
Se unió a Benetton Formula como ingeniero de carreras en 1994. Continuó trabajando con el equipo hasta que fue absorbido por Renault F1. A lo largo de un período en el que Renault se hizo cargo del equipo (2000-2002), Marshall se abrió camino entre los rangos para convertirse finalmente en Jefe de Diseño Mecánico y en 2005, su trabajo, particularmente el desarrollo de su innovador sistema de amortiguación masiva, lo que ayudó al equipo a conseguir sus primeros títulos de pilotos y constructores.
Para la temporada 2006, Marshall se trasladó al nuevo equipo Red Bull Racing, donde trabajó con Adrian Newey en el rol de Jefe de Diseño. Allí tuvo un papel clave en los monoplazas que ganaron ocho títulos mundiales entre 2010 y 2013 con Sebastian Vettel. La introducción de motores híbridos en la F1 condujo a una racha menos exitosa, pero con Marshall al frente del departamento de ingeniería de Red Bull, los podios y las victorias han seguido fluyendo. En 2016, Marshall fue ascendido al puesto de director de ingeniería.
El 30 de mayo de 2023, tras 17 años trabajando en Red Bull Racing, se anunció que Marshall dejaría el equipo para incorporarse a McLaren F1 como Director Técnico en enero de 2024. Sin embargo, después de sólo tres meses, este rol fue cambiado al de Diseñador Jefe como parte de una reestructuración técnica en McLaren que implicó que David Sánchez, abandonara el equipo.